# German rex
Il German rex è una razza di gatto originaria della Germania ed affine nell'aspetto e nel carattere al Cornish rex.

## Storia
Secondo una storia contestata da alcuni esperti, il capostipite della razza, chiamato Kater Munk, sarebbe nato nel 1930 o 1931 dall'incrocio tra un blu di Russia ed un Angora nelle vicinanze della città di Königsberg dell'allora Prussia Orientale. Nel 1951 Rose Scheuer-Karpin trovò un esemplare dall'insolito pelo riccio, che ritenne il frutto di una mutazione genetica e lo fece accoppiare col proprio gatto, scoprendo così che il gene responsabile della mutazione è recessivo. In seguito dagli accoppiamenti dell'esemplare con i suoi stessi figli nacquero altri gatti col pelo riccio, che furono impiegati nelle successive selezioni. Infine la razza venne esposta nelle mostre feline dagli anni 1960 e nel 1969 fu riconosciuta dalla CFA.

## Aspetto
Il pelo è corto, riccioluto, leggermente ispido e può assumere diversi colori. È un gatto di media taglia (5 kg) e dalla testa triangolare con linee arrotondate. Ha zampe affusolate ed occhi tondi e ben distanziati. Le orecchie sono ben distanziate, mediamente grandi e arrotondate in punta.

## Carattere
Il german rex è un gatto tendenzialmente equilibrato, paziente, intelligente, adatto all'addestramento e fedele al padrone.